# Plutographa
Plutographa là một chi bướm đêm thuộc phân họ Olethreutinae trong họ Tortricidae.

## Các loài
- Plutographa anopa Diakonoff, 1989
- Plutographa authodes Diakonoff, 1992
- Plutographa brochota Diakonoff, 1989
- Plutographa cryphaea Diakonoff, 1989
- Plutographa cyanea Diakonoff, 1989
- Plutographa cyclops Diakonoff, 1970
- Plutographa dyspotma Diakonoff, 1989
- Plutographa erytema Diakonoff, 1989
- Plutographa eudela Diakonoff, 1989
- Plutographa glochydosema Diakonoff, 1989
- Plutographa heteranthera Diakonoff, 1970
- Plutographa latefracta Diakonoff, 1989
- Plutographa lichenophyes Diakonoff, 1989
- Plutographa microsarca Diakonoff, 1989
- Plutographa monopa Diakonoff, 1989
- Plutographa nigrivittata Diakonoff, 1989
- Plutographa orbiculi Diakonoff, 1989
- Plutographa phloena Diakonoff, 1989
- Plutographa phloeorrhages (Diakonoff, 1970)
- Plutographa pictura (Diakonoff, 1970)
- Plutographa reducta Diakonoff, 1989
- Plutographa rhodana Diakonoff, 1989
- Plutographa semna Diakonoff, 1989
- Plutographa seriopa Diakonoff, 1989
- Plutographa spodostoma Diakonoff, 1989
- Plutographa tetracelis Diakonoff, 1989
- Plutographa tomion Diakonoff, 1989
- Plutographa transversa (Diakonoff, 1970)
- Plutographa xyloglypha Diakonoff, 1989